# Збажина Ян
Ян Збажина, біл. Ян Збажына (справжнє ім'я Іван Миколайович Савицький, біл. Іван Мікалаевіч Савіцкі; *31 березня 1964, Барановичі — †10 лютого 2011, Берестя) — білоруський поет і прозаїк.

## Біографія
Закінчив історичний факультет ГрДУ 1993 році. Працював викладачем громадсько-історичних дисциплін у школах та ВНЗ міста Барановичі. Засновник молодіжного скаутського руху у Барановичах. Також займався журналістикою, один із засновників Барановицького філіалу БАЖ.
Автор книги творів «Пил саркофагів» (2004), збірника поезії (бібліотека журналу «Молодість»). Друкувався в збірниках «Оглядини» (1998), «Поезія Берестейщини „Дитинець“» (1999). Також, окремі твори Яна Збажини — оповідання, афоризми, версети, вірші, танка, хоку, есе — друкувалися у Барановицьких газетах «Наш край», «Крок», «Інтекс-прес», газеті ТБМ «Наше слово», у берестейській обласній газеті «Зоря», в білостоцькій щоденній газеті «Нива», газеті «Література і мистецтво» (афоризми, 1998), журналах «Первоцвіт» (1994), «Берізка» (1995), «Молодість» (1995), «Полум'я» (1997), «Дієслів» (2006), літаратурному альманасі «Світлица» (2000, 2006; Барановичі).